# Harinela Randriamanarivo
Harinela J. Randriamanarivo (ur. 25 stycznia 1966) – madagaskarski sztangista, uczestnik igrzysk olimpijskich.
Reprezentował Madagaskar na Letnich Igrzyskach Olimpijskich 1992 odbywających się w Barcelonie. W konkurencji do 62 kg osiągnął rezultat 195,0 i został sklasyfikowany na ostatnim, 30. miejscu spośród wszystkich zawodników, którzy ukończyli rywalizację.